# Reinmara enthona
Reinmara enthona är en fjärilsart som beskrevs av William Schaus 1905. Reinmara enthona ingår i släktet Reinmara och familjen Mimallonidae. Inga underarter finns listade i Catalogue of Life.